# Домашнев, Сергей Герасимович
Сергей Герасимович Домашнев (24 сентября (5 октября) 1743 — 29 августа (9 сентября) 1795) — русский дворянин, писатель, поэт, военнослужащий, организатор науки, директор Петербургской академии наук (1775—1783), . Действительный статский советник

## Биография
Родился в Москве 24 сентября (5 октября) 1743 года — сын выслужившего дворянство секретаря Главной соляной конторы рода Домашневых.
В январе 1759 года поступил в университетскую гимназию, где был отмечен золотой медалью (1761). Продолжая обучение, с февраля 1760 года он числился солдатом в Измайловском полку. Предположительно около 1763 года он начал действительную службу в армии; был поручиком Новгородского полка, в 1767 году — депутатом от сумского дворянства в Уложенной комиссии, некоторое время путешествовал за границей. В 1772 году участвовал в Морейской экспедиции графа А. Г. Орлова; занимался формированием легиона из албанских добровольцев, а также при штабе Орлова руководил составлением и печатанием агитационной литературы для восставших греков и албанцев и ведал освещением русской восточной политики в европейских странах. Неоднократно приезжал в Петербург, был произведён в камер-юнкеры.
По возвращении в Россию пожалован действительные статские советники и 1 (11?) июля 1775 года назначен директором Академии наук; 28 июня 1778 года он был пожалован в камергеры.

### Литературная деятельность
На литературном поприще Домашнев выступил очень рано, печатая мелкие прозаические статьи и стихотворения в журналах Хераскова «Полезное увеселение» и «Свободные часы». Первой публикацией стало сочинение «Сон», появившееся в июне 1761 года. Особенной известностью пользовалась его «Ода на восшествие на престол императрицы Екатерины II» (СПб., 1762). Из прозаических статей Домашнева выделяются: «Краткое описание русских стихотворцев» (М., 1763), «О стихотворстве» («Полезное увеселение», 1762; перепечатано в «Материалах» Ефремова), «Рассуждение о пользе наук», «Сатирический сон», академическая «Речь об обязанности, которую имеют научные общества присоединять к физическим наблюдениям и нравственные». В 1767 году Домашнев напечатал две статьи по географии в «Переводах из энциклопедии», в издании которых он принимал участие.

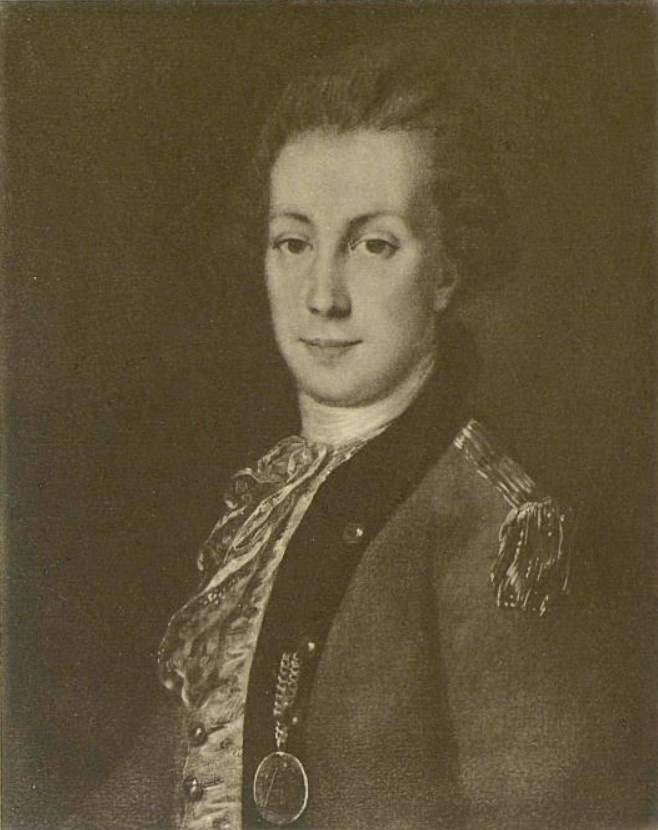
Портрет Сергея Герасимовича Домашнева, кон. XVIII в.

### Директор Петербургской академии наук
Екатерина II назначила Домашнева директором Академии наук — на место его покровителя Владимира Григорьевича Орлова. На этой должности он пытался оживить популяризаторскую и литературную деятельность Академии; предпринял некоторые меры для распространения академических изданий в провинции — в частности, при посредничестве Ф. О. Туманского была открыта книжная лавка на Украине, в Глухове (1780).
Административная деятельность Домашнева очень скоро свелась к бюрократизации академической жизни. Он перестал считаться с мнениями Академической конференции и Академической комиссии, которые решали внутренние дела Академии. Он начал вмешиваться в планы учёных занятий академиков и потребовал от них ежегодных отчётов. Он стал лично, без баллотировки, назначать почётных и иностранных членов Академии и смещать с должностей её действительных членов (С. К. Котельников, Э. Лаксман). К 1780 году конфликт с академиками вылился в открытую борьбу. Генерал-прокурор А. А. Вяземский, рассматривавший прошение Н. П. Соколова и жалобу С. Я. Румовского «с товарищи», поданные на высочайшее имя в 1781 году, принял сторону академиков. В конце декабря 1782 года Домашнев был отправлен в отпуск, а уже в конце января 1783 года директором Академии была назначена Е. Р. Дашкова. При передаче дел появилось обвинение Домашнева в присвоении денег и имущества Академии и в его московском доме, в конце июля 1783 года, Н. П. Архаровым был произведен обыск. Результатом проведённого следствия стала высылка Домашнева из Санкт-Петербурга (без права въезда в столицу) по личному распоряжению императрицы.

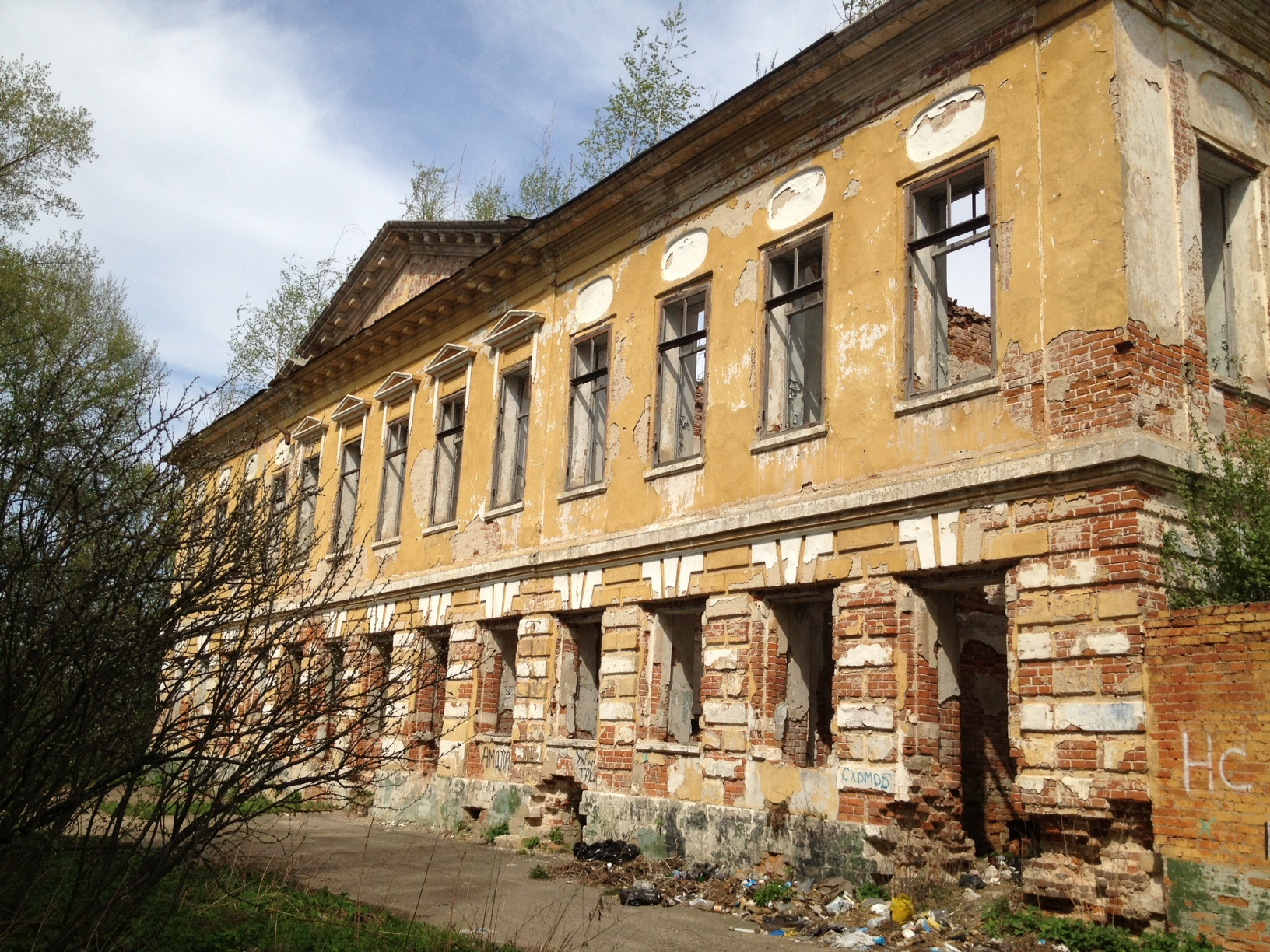
Усадьба С. Г. Домашнева в селе Молоди

Домашнев известен своим желанием изъять из употребления букву Ъ. В 1781 году Домашнев печатал в «Академических Известиях» раздел «Показание новейших трудов разных академий» без употребления этой буквы. Гонение Домашнева на Ъ и его славолюбие вызвало к жизни рукописные сатирические произведения «Челобитная от ера» и «Служба».
Преемница Домашнева на посту директора, княгиня Дашкова, оставила в своих «Записках» много негативных отзывов о деятельности своего предшественника (в частности приводит слова императрицы, характеризовавшей Домашнева словом «дурак»).
Деятельность Домашнева была осмеяна в сочинении «На бывшего в Академии наук директором господина Домашнева», написанном в форме и стиле церковного акафиста.
Умер 29 августа (9 сентября) 1795 года. На его смерть откликнулся лишь Н. Е. Струйский стихами «В память С. Г. Домашневу, усерднейше посвящается супруге его В. И. Домашневой, урожденной княжне Оболенской» (1795).
В 1790-х годах его супруге Варваре Ивановне (1764—1828) принадлежало подмосковная усадьба Малое Голубино.